# Steinsee (Niederseeon)
Der 21 Hektar große Steinsee liegt rund 23 Kilometer östlich von München auf dem südwestlichen Gebiet der oberbayerischen Gemeinde Moosach. Er ist etwa 11 Meter tief und der zweitgrößte See sowie der größte Badesee im Landkreis Ebersberg.

## Entstehung und Namensherkunft
Der Steinsee ist ein Relikt der Würm-Kaltzeit, ein Toteissee im Endmoränengebiet des Inntalgletschers. Seinen Namen trägt er wegen eines römischen Steinhauses, dessen Überreste in der Nähe des Sees entdeckt wurden.

## Ökologie
Der Steinsee liegt etwas östlich von Niederseeon in einem Waldgebiet und speist sich aus reinem Quellwasser, weshalb seine Wasserqualität einwandfrei ist. Die Uferregion des Steinsees ist überwiegend dicht bewachsen. Teile des Ufers sind mit Schilfrohr bestanden oder weisen Reste von Moor auf. Der See ist einer der wärmsten Seen Deutschlands, da sich sein Wasser bereits im Frühsommer häufig auf rund 23 Grad Celsius erwärmt. Im Sommer kann die Wassertemperatur auf 26 Grad oder mehr steigen.

## Nutzung als Badesee
Am Nordufer des Sees gibt es seit 1934 ein Familien- und Strandbad. Es verfügt über Liegewiesen mit großen Bäumen und Seeblick, Kinderspielplatz und Kiosk, Parkplätze, sanitäre Anlagen sowie eine Station der Wasserwacht. Dem Familienbad ist ein Restaurant mit Seeterrasse angeschlossen. Dies macht den See zu einem beliebten Ausflugsziel. Ein kostenloser Zugang zum Steinsee besteht am schattigen südöstlichen Ufer, wo es weitere Bademöglichkeiten gibt.

## Naturschutzmaßnahmen
Auf dem Gebiet rund um den Steinsee ist das Grillen untersagt, auf dem See ist die Benutzung von Luftmatratzen, Schlauchbooten und Surfbrettern ebenfalls nicht erlaubt. Die ökologisch wertvollen Schilfgürtel und Moorreste des Steinsees dürfen nicht betreten werden.